# Krunoslav Simon
Krunoslav Simon (Zagreb, 24. lipnja 1985.) je hrvatski profesionalni košarkaš. Visok je 1,97 m i težak 100 kg. Igra na poziciji razigravača, a trenutačno je član košarkaškog kluba Samobor.

## Karijera
Karijeru je započeo u KK Maksimiru, a kasnije prelazi u KK Zrinjevac. U Zrinjevcu ostaje 2 sezone, a 1998. prelazi u redove KK Zagreba. U međuvremenu preuzima kapetansku traku, a 2008. osvaja svoj prvi trofej Kup Krešimira Ćosića. S KK Zagrebom također osvaja prvenstvo Hrvatske svladavši u finalu KK Cedevita, te tako s klubom ulazi u košarkašku Euroligu što je i do danas najveći uspjeh u povijesti kluba.
Od 2015. do 2017. bio je član talijanskog EA7 Emporio Armani Milano, kojeg je vodio hrvatski stručnjak Jasmin Repeša.
9. srpnja 2017. potpisao je ugovor na dvije godine s turskim Anadolu Efes Istanbulom.

## Hrvatska reprezentacija
Bio je član hrvatske B reprezentacije koja je na Mediteranskim igrama u Pescari 2009. godine osvojila zlatnu medalju.
Zadnjih nekoliko godina redoviti je reprezentativac, a sudjelovao je i na europskom prvenstvu u košarci u Sloveniji kada je Hrvatska osvojila 4. mjesto.

## Vanjske poveznice
- Profil na NLB.com
- Profil na KK Zagreb.hr